# Asterozoa
Asterozoa су подтип у типу Echinodermata, унутар Eleutherozoa. Карактеристике укључују тело у облику звезде и радијално дивергентне осе симетрије. Подтип обухвата класе Asteroidea (морске звезде или морске звезде), Ophiuroidea (крхке звезде и звезде корпе), Somasteroidea (рани астерозои од којих су се највероватније развиле друге класе) и Stenuroidea (рани астерозои са нејасним везама са постојећим класама). Пета класа, Concentricycloidea, предложена је за необичан род Xyloplax (морске тратинчице), али је касније деградирана на статус инфракласе као сестра Neoasteroidea унутар астероидне подкласе Ambuloasteroidea.

## Таксономија
Asterozoa је првобитно предложена крајем 19. века, али није коришћена у таксономији бодљокожаца Ф. А. Батера са два подтипа из 1900. године. Међутим, усвојена је као део таксономије са четири подтипа у Трактату о палеонтологији бескичмењака из 1966. године.
Генерално се сматра да је Asterozoa монофилетска кладуса; њена сестринска група унутар Eleutherozoa је Echinozoa. Спољашњи афинитети Asterozoa нису јасни. Предложено је да потиче од Edrioasteroidea или Crinoidea, али ниједан облик ниједног предлога није стекао широко прихватање због недостатка било каквих прелазних фосила.

### Разликовање класа
Сомастероиди и стенуроиди се разликују једни од других, као и од постојећих астероида и офиуроида, по распореду специфичне врсте коштица познатих као виргали: Сомастероиди поседују различит број виргала по серији који се протежу латерално од амбулакралних коштица, при чему бар неке серије прелазе три виргала. Стенуроиди поседују серије од тачно два (или ретко три или четири) виргала за сваку амбулакралну коштицу, са другим специјализацијама коштица. Виргалне серије астероида и офиуроида су сведене на једну коштицу поред њихових очигледнијих морфолошких разлика.

#### Somasteroidea
Већина аутора сматра да је Somasteroidea базални залих из којег су еволуирале остале три класе, али је изнет и аргумент у корист монофилије и положаја ближег стенуроидима и офиуроидима него астероидима.
Somasteroidea су „мање-више петалоидни“, са обликом крака који одражава дужине виргалних серија. Сомастероиди су описани као крућег облика од изведених астерозоа, иако би ова очигледна структура могла бити преувеличана променама ткива у тренутку смрти.

#### Stenuroidea
Stenuroidea су првобитно сматрани раним офиуроидима пре него што су унапређени у класу, али њихова процена је изазовна због великих варијација у морфологији. Неки стенуроиди изгледају ближе астероидима, други офиуроидима, а трећи не подсећају много ни на једну од постојећих класа. Недавно испитивање Stenuroidea показало је да је монофилетска, али је дозвољено да се (као и код других класа астерозоа) парафилија или полифилија не могу у потпуности искључити. Други аутори су сматрали да је Stenuroidea вероватно парафилетска.

#### Asteroidea
Asteroidea имају стално засвођену амбулакралну бразду низ средину доње стране сваког крака. Користе своја цеваста стопала за кретање и (код многих врста) за отварање љуштура и приступ храни. Њихови кракови се додирују у основи, и не постоји јасна граница између кракова и централног диска.

#### Ophiuroidea
Руке Ophiuroidea имају еволуиране зглобове унутар својих руку који омогућавају бочне, змијасте покрете за кретање, док су цевасте ноге значајно смањене. Средњи диск је јасно одвојен од руку.